# Wilhelm Lachnit
Wilhelm Lachnit, né le 12 novembre 1899 à Gittersee (actuellement intégré à Dresde en Allemagne) et mort le 14 novembre 1962 à Dresde (Allemagne), est un artiste peintre allemand.